# Aloenxerto
Aloenxerto (ou alotransplante, homotransplantação) é um transplante entre indivíduos geneticamente diferentes, de uma mesma espécie, por exemplo, transfusão de sangue e transplante cutâneo.